# Sapszon Ferenc (karnagy, 1952)
Ifjabb Sapszon Ferenc (Budapest, 1952. július 23. –) a Nemzet Művésze címmel kitüntetett, Kossuth- és Liszt Ferenc-díjas magyar karnagy, zeneszerző, a Kodály Zoltán Magyar Kórusiskola alapítója és művészeti vezetője, Magyar Kulturális Örökség-díjas, kétszeres Kórusolimpia-győztes. A Gregorián Társaság elnöke, a KÓTA Művészeti Bizottsága, a Magyar Kodály Társaság elnökségének tagja.

## Élete
1952-ben született. Édesapja, Sapszon Ferenc szintén karnagy volt. A Liszt Ferenc Zeneművészeti Egyetemen szerzett karnagyi diplomát 1977-ben. 1973-tól 1990-ig a Jézus Szíve templom karnagya, 1978 és 1988 között a Kosciuszkó Tádé utcai ének-zenei általános iskola énektanára volt. Itt hozta létre a Iubilate leánykart, amellyel Európa gyermekkórusainak élvonalába került. 1988-ban megalapította a Kodály Zoltán Magyar Kórusiskolát, az ország máig egyetlen kórusiskoláját, amelynek azóta művészeti vezetője. Iskolájában a kodályi elképzelések ötvöződnek a nyugati katedrálisok kórusiskoláinak hagyományaival.
1996-ban az iskola végzősei számára megalapította a Cantate vegyeskart, amely azóta szintén több Nemzetközi Kórusverseny I. díjasa, és többszörös nagydíjas kórus lett. Kórusaival azóta is számos külföldi turnén, fesztiválon és versenyen vett részt (többek között Németország, Ausztria, Kína, Finnország, Vatikán, USA). 2000-ben Linzben az I. Kórusolimpián 4 aranyérmet nyert, két kategória olimpiai bajnoka lett.
1996 és 2000 között az ELTE Tanárképző Főiskolai Kar (ELTE-TFK) zenei tanszékén, majd 2003-tól a Liszt Ferenc Zeneművészeti Egyetemen tanít karvezetést. Számos országban tartott bemutatókat, kurzusokat, előadásokat, valamint több nemzetközi kórusverseny zsűrijének is tagja. 2011. március 11-én kitüntették Magyar Köztársasági Érdemrend lovagkeresztjével
2014. november 23. Gável Gellért és Sapszon Ferenc: Mise Gitáron - ősbemutató, Mátyás (Budavári Nagyboldogasszony) -templom, előadták: az Eucharist Együttes és a Cantate Vegyeskar. Ettől a dátumtól számítva az egyházi könnyűzene nagy támogatója. 
2016. szeptember 16., Gável Gellért és Sapszon Ferenc: Mise Gitáron, Belvárosi Nagyboldogasszony Főplébánia templom, előadták: az Eucharist Együttes és a Cantate Vegyeskar

## Kórusai
- Cantate vegyeskar (1996 óta)
- Exsultate fiúvegyeskar
- Gaudete gyermekkar
- Iubilate leánykar (1978 óta)
- Laudate gyermekkar

## Elismerései
- A Hamburgi Katolikus Akadémia "Magyar Gyermekkultúráért" díja (1990)
- Artisjus-díj (1994, 1997)
- Liszt Ferenc-díj (1995)
- Nívódíj (2001)
- Kodály Közművelődési Díj (2003)
- Pro Scholis Urbis-díj (2003)
- Virág Benedek-díj (2004)
- Magyar Örökség díj (2006)
- A Magyar Köztársasági Érdemrend lovagkeresztje (2011)
- Kossuth-díj (2015)
- A Nemzet Művésze (2021)
- Prima Primissima díj (2023)